# Hronské Kľačany
Hronské Kľačany (Hongaars: Garamkelecsény) is een Slowaakse gemeente in de regio Nitra, en maakt deel uit van het district Levice.
Hronské Kľačany telt 1.481 inwoners.